# 인천상정중학교
인천상정중학교(仁川上井中學校)는 대한민국 인천광역시 부평구 십정동에 있는 공립 중학교이다.

## 학교 연혁
- 2002년 10월 13일 : 인천상정중학교 설립계획 수립
- 2005년 8월 25일 : 시설사업 BTL 결정 고시
- 2006년 8월 10일 : 인천상정중학교 건설공사 착공
- 2007년 8월 4일 : 인천상정중학교 교사 준공
- 2008년 3월 1일 : 초대 전병철 교장 취임
- 2008년 3월 4일 : 제1회 입학식 (8학급 321명)
- 2011년 2월 10일 : 제1회 졸업식 (8학급 312명)
- 2023년 9월 1일 : 제6대 조윤서 교장 취임
- 2024년 2월 6일 : 제14회 졸업식(4학급 99명) 누계 2,323명
- 2024년 3월 4일 : 제17회 입학식(5학급 127명)

## 참고 자료
- 인천상정중학교 - 한국교육학술정보원 학교알리미